# Tanaea
Tanaea är en del av en ö i Kiribati.   Den ligger i örådet Tarawa och ögruppen Gilbertöarna, i den östra delen av landet, 19 km öster om huvudstaden Tarawa.